# David Pujadas
Pour les articles homonymes, voir Pujadas.
David Pujadas [david pyʒadas], né le 2 décembre 1964 à Barcelone (Espagne), est un journaliste français.
Reporter et présentateur de journal au sein du groupe TF1 de 1989 à 2001, il arrive ensuite à France Télévisions et devient, du 3 septembre 2001 au 8 juin 2017, le présentateur du journal de 20 heures de France 2, détenant sur cette chaîne le record de longévité à ce poste. En mai 2017, il est écarté, à la surprise générale, de la présentation du journal par Delphine Ernotte, la dirigeante du groupe public.
Toujours sur France Télévisions, et jusqu'à son départ du groupe en juin 2017, il officie également en tant qu'animateur de plusieurs émissions politiques ou de société, comme Des paroles et des actes, Les Infiltrés ou L'Émission politique.
Il revient sur LCI après son départ de France 2 et anime depuis le 28 août 2017, l'émission 24h Pujadas, l'info en questions, chaque jour de la semaine entre 18 h et 20 h, émission produite par Particules Production, dont il est le fondateur.

## Biographie

### Enfance et formation
David Pujadas est né à Barcelone d'un père espagnol, Rosendo Pujadas, traducteur, et d'une mère française, Françoise Redon, interprète. Son père arrête l'école à 13 ans et trouve un emploi pendant quatre ans dans les marchés de Barcelone, avant de partir en voyage pour faire le tour de l'Europe et de finalement devenir interprète. La famille Pujadas quitte l'Espagne peu après la naissance de David pour venir s'installer en France, dans le département de l'Ain. La famille retourne à Madrid pendant six mois, alors que David n'a que 10 ans, avant de revenir s'installer définitivement dans l'Ain à Ferney-Voltaire, où son père trouve un emploi comme interprète pour des organisations internationales.
David étudie au lycée international de Ferney-Voltaire dans l'Ain, avant de déménager à Aix-en-Provence pour suivre les études d'une licence en sciences économiques à l'université de la Méditerranée Aix-Marseille II. Il rejoint ensuite l'Institut d'études politiques de Paris, dans la même promotion que Jean-François Copé, Anne Roumanoff et Isabelle Giordano. En 1984, à 20 ans, il effectue un stage de quatre mois dans la rédaction du journal Nice-Matin. Il déclare plus tard que c'est ce stage qui lui a donné l'envie de devenir journaliste.
Il sort diplômé de l'IEP Paris en 1986 (section « Pol.Eco.Soc. »), et intègre ensuite le Centre de formation des journalistes de Paris dont il obtient le diplôme en 1988.

### Carrière journalistique

#### 1989-1994: reporter sur TF1
Dans le cadre d’un concours de reporters organisé par TF1 en 1988, David Pujadas gagne le prix Jean d'Arcy. La figure imposée est un reportage sur les Parisiens qui préfèrent passer l'été dans la capitale. La récompense est un an de contrat à TF1. Il y devient alors reporter. En mai 1989, il couvre l'arrestation de Paul Touvier, premier Français condamné pour crime contre l'humanité. David Pujadas est alors le seul journaliste à avoir pu pénétrer dans le prieuré de Nice où s'était réfugié Paul Touvier[réf. souhaitée].
Il devient rapidement reporter au service étranger et couvre notamment la chute de Nicolae Ceaușescu en Roumanie en 1989, la guerre du Golfe en 1991 et le siège de Sarajevo en 1992. Il présente aussi les journaux du matin et de 23 heures, pendant les vacances des titulaires du poste, en 1992 et 1993.
Parallèlement, de 1990 à 1994, il mène des enquêtes pour le magazine d’investigation de Charles Villeneuve, Le Droit de savoir.
En 1994, alors reporter pour l'émission de TF1 Le Droit de savoir, il s'oppose à la censure d'un passage d'un de ses reportages sur Bernard Tapie. L'émission ne plaît pas à l'homme politique marseillais. Selon Jérôme Bellay, fondateur de LCI, ce sujet, qui « n'était pas très sympathique pour Bernard Tapie », aurait fâché ce dernier qui aurait réclamé son départ de TF1. Un des dirigeants de TF1 aurait alors autorisé Jérôme Bellay à engager David Pujadas pour sa nouvelle chaîne d'information en continu.

#### 1994-2001: présentateur sur LCI
Fin juin 1994, David Pujadas rejoint LCI, la nouvelle chaîne d'information en continu du groupe TF1 où il présente régulièrement des journaux jusqu'en 1996. À partir de septembre 1996, il assure la présentation du Grand Journal de 18 à 19 h avec Ruth Elkrief jusqu'en 1997, puis en solo jusqu'en 2000, où il crée le magazine hebdomadaire 100 % politique qu'il coanime avec Patrick Buisson jusqu'en 2001. Selon Mediapart, il a longtemps été proche de ce journaliste qui incarne une droite identitaire.

#### 2001-2017: période France Télévisions

##### 20 heuresde France 2 et interviews
Le 3 septembre 2001, David Pujadas remplace Claude Sérillon à la présentation du journal de 20 heures de France 2, du lundi au jeudi, à la demande du nouveau directeur de l'information Olivier Mazerolle.
Quelques jours après son arrivée, lors des attentats du 11 septembre 2001, il est filmé dans son bureau en train de s'écrier « Wouah, génial ! », devant les images des avions qui s'écrasent sur les tours jumelles du World Trade Center. L'un de ses collègues compare l'événement, considéré alors comme un accident, au crash du Concorde en juillet 2000 (« Alors là, c'est mieux que le Concorde, on est battus »). La diffusion de cet épisode par Canal+, le 14 septembre, dans l'émission + Clair, au sein d'un reportage sur les coulisses du journal télévisé de 20 heures de France 2 le 11 septembre, fait scandale et le contraint à des excuses,.
En 2002, il se voit confier la présentation des soirées électorales,, fonction qu'il gardera en 2007, 2012 et 2017.
Alors qu'il obtient plus de 24,7 % de part de marché, contre 22 % en 2001, le journal de 20 heures de France 2 fait l'objet d'une polémique au début 2004, l'équipe de rédaction ayant décidé d'annoncer au début de son édition du 3 février, le retrait de la vie politique d'Alain Juppé, alors même que celui-ci est attendu au journal télévisé de TF1 et ne l'a pas encore annoncé. David Pujadas présente ses excuses pour cette erreur dans l'édition du lendemain, mais deux jours plus tard, à la suite d'une motion de défiance votée par la rédaction de la chaîne, il est sanctionné par deux semaines de congés forcés durant lesquels il est remplacé par son joker, Carole Gaessler. Le 11 février 2004, Olivier Mazerolle présente sa démission et est remplacé par Arlette Chabot à la tête de la rédaction de France 2.

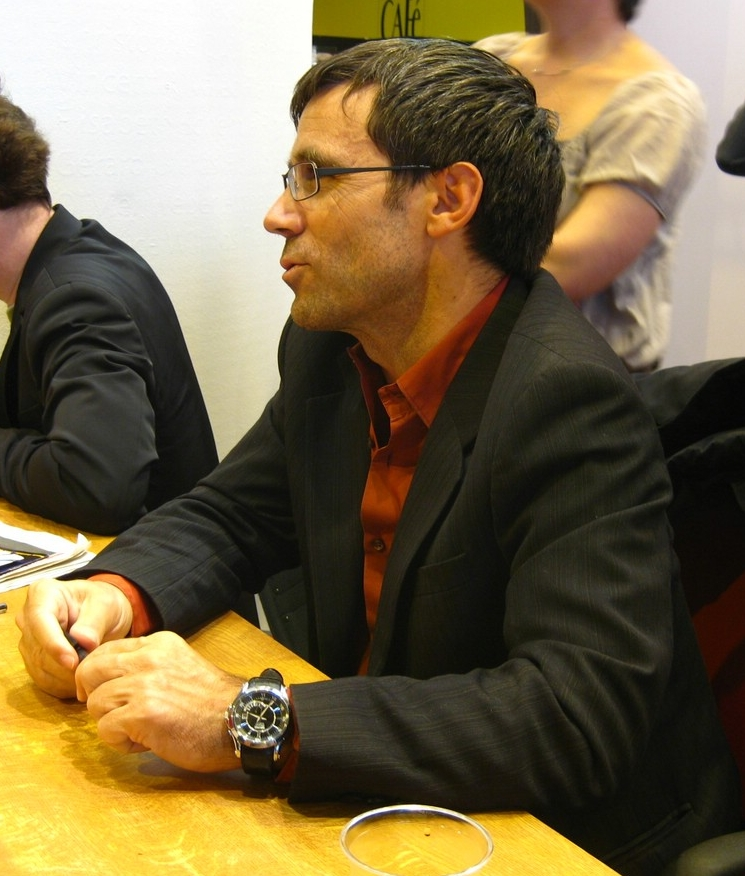
David Pujadas au Salon du livre de Paris, le 14 mars 2009.

Le 15 octobre 2008, il présente son millième journal télévisé sur France 2. Depuis la rentrée d'août 2008 et l'arrivée de Laurence Ferrari à la tête du journal de TF1, l'audience du journal de France 2 est en légère progression alors que l'audience de TF1 est en recul.
Le 9 novembre 2009, avant la COP15 sur le climat, il donne la parole à Vincent Courtillot, climatosceptique et spécialiste de géomagnétisme en lui accordant autant de poids et de temps de parole qu'à Jean Jouzel, vice président du Groupe-1 du Giec.
Le 30 juin 2010, David Pujadas se voit décerner « La Laisse d'or » par des critiques des médias proches du journal Le Plan B, en compagnie du réalisateur Pierre Carles. Ce prix est destiné à saluer ironiquement le journaliste « le plus servile ». La direction de l'information de France 2 juge « lamentable et méprisable » cette initiative qui « porte atteinte non seulement à l’honneur de David Pujadas mais aussi au travail de l’ensemble de la rédaction ».
Accompagné de Laurence Ferrari, alors présentatrice du journal télévisé de TF1, il enregistre le 4 novembre 2011, dans le cadre du G20 à Cannes, une interview croisée de Barack Obama et Nicolas Sarkozy, respectivement président des États-Unis et président de la République française. Il déclare à ce propos que « l'impulsion importante est venue des États-Unis et de la volonté de Barack Obama. C'est une façon, pour le président des États-Unis, d'adresser un signal fort à la France et aux Français ».
Il apparaît dans le documentaire français Les Nouveaux Chiens de garde, sorti en janvier 2012 et tiré de l'essai de même titre de Serge Halimi (1997), qui explore les collusions entre les médias français et le pouvoir politique et économique.
Le 28 mars 2013, alors que le président de la République n'a fait aucune intervention télévisée depuis sa conférence de presse solennelle de novembre 2012, il interroge seul François Hollande pendant 45 minutes.
En avril 2015, il se rend en Syrie, à Damas, pour interviewer le président du pays Bachar el-Assad afin de le questionner sur le conflit et la guerre qui ravage son pays depuis 2011. Il est le premier journaliste français à interviewer le président syrien dans le cadre de ce conflit.[réf. souhaitée]
Le 11 février 2016, Gilles Taïeb, président de l'Association de Soutien à Israël et vice-président du Conseil représentatif des institutions juives de France (CRIF), accuse David Pujadas d'avoir, lors du 20 heures de la veille, illégalement incité au boycott d'Israël en diffusant un reportage à propos de Boycott, désinvestissement et sanctions,. Roger Cukierman, président du CRIF, adresse à Delphine Ernotte, présidente de France Télévisions, un courrier dans lequel il accuse lui aussi le reportage d'être en infraction à la loi française.
Après seize années à la tête de la présentation du 20 heures, David Pujadas annonce le 17 mai 2017 qu'il est écarté de la présentation du journal de France 2. Il déclare : « cette décision n'est pas la mienne. Elle ne nous a pas été expliquée »,. Lors d'une réunion exigée par la rédaction, Delphine Ernotte met deux heures à donner des explications qui ne satisfont pas les journalistes. Elle déclare que ce remplacement est « [sa] décision », non motivée par l'élection du nouveau président de la République Emmanuel Macron, quelques jours auparavant. Elle dit également : « J’ai estimé que le temps était venu de donner un nouvel élan. Il est inutile d’attendre que les choses aillent mal pour changer », tout en saluant le professionnalisme et la rigueur du journaliste. La presse annonce le nom d'Anne-Sophie Lapix pour le remplacer à partir de septembre,,,. Le 1er juin, il annonce sur son compte Facebook qu'il présentera son dernier journal télévisée le jeudi 8 juin 2017. Il était censé en assurer la présentation jusqu’à l’été, mais la direction de la chaîne comprend son choix. Après 16 ans de service, il bat un record de longévité à la tête du journal télévisé de France 2.
Lors de son dernier journal, avant ses remerciements, la rédaction diffuse des sujets sur ses années au 20h (interviews de personnalités politiques et de vedettes françaises et internationales, bêtisier, etc). Il est entouré pour l'occasion par Étienne Leenhardt, Nathalie Saint-Cricq et François Lenglet avant que toute l'équipe de rédaction vienne l'acclamer lors de son discours de départ.
Dans une interview au magazine Society en 2016, David Pujadas estime que « Oui, le journal véhicule sans doute une vision du monde : l'idée implicite que le salut et le bonheur résident dans la consommation ou l'accumulation des richesses. Alors je ne suis pas sûr que dans 30 ans, cette vision productiviste et matérialiste du monde sera aussi évidente. Aux politiques, on demande toujours, et moi aussi : "est-ce que vous nous garantissez que cela va produire plus de richesses pour les Français ?" […] En ce sens, oui, il y a une idéologie cachée. »

##### Autres émissions
En parallèle du journal de 20 heures, David Pujadas présente successivement plusieurs émissions récurrentes.
Pendant la saison 2005-2006, il présente Le Contrat, une interview politique mensuelle sur La Chaîne parlementaire.
À partir de février 2006, il anime chaque semaine Madame, Monsieur, bonsoir avec Hervé Chabalier sur France 5. L'émission a pour but d'analyser les archives de la télévision des cinquante dernières années. Le titre de l'émission serait inspiré de la formule d'ouverture du journal de 20 heures de David Pujadas, « Madame, monsieur, bonsoir ! ». En 2007, alors qu'il quitte l'émission, celle-ci devient un jeu télévisé.
D'octobre 2008 à mai 2010, il anime Les Infiltrés, un magazine d'investigation bimensuel diffusé sur France 2 le mercredi en deuxième partie de soirée. Lors de sa deuxième saison, l'émission suscite des réactions pour un de ses documents sur la pédophilie et les prédateurs sexuels sur Internet. Peu après le tournage en caméra caché du documentaire, les hommes rencontrés par l'émission sont signalés aux autorités,. En septembre 2011, Marie Drucker lui succède à la présentation du magazine.
De juin 2011 à mai 2016, il présente le magazine politique mensuel Des paroles et des actes en première partie de soirée sur France 2. L'émission est récompensée le 20 février 2013, lors des Lauriers 2012 de la Radio et de la Télévision dans la catégorie « Laurier Info TV ». Dans le cadre d'édition spéciales dédiées aux évènements législatifs importants, David Pujadas reçoit différentes personnalités politiques françaises importantes, notamment François Hollande (pour la primaire présidentielle socialiste en 2011 et l'élection présidentielle en 2012 pour l'entre-deux tours), Manuel Valls (primaire présidentielle socialiste), Jean-François Copé (élection du nouveau président de l'UMP en 2012), François Fillon (élection du nouveau président de l'UMP en 2012), Marine Le Pen (élection européenne en 2014) et Nicolas Sarkozy (élection présidentielle de 2012 pour l'entre-deux tours).
Le 2 mai 2012, il coanime avec Laurence Ferrari le débat du second tour de l'élection présidentielle de 2012, entre le président sortant Nicolas Sarkozy et François Hollande. L'émission intitulée 2012 : Le Débat, coproduite par TF1 et France 2, est retransmise sur plusieurs chaînes de télévision et stations de radio. Les années suivantes, il s’affirme comme l'un des animateurs « références » du débat politique à la télévision à l'instar de ces prédécesseurs Michèle Cotta, Alain Duhamel ou Jean-Pierre Elkabbach. Dans son livre Soumission, Michel Houellebecq loue la « fermeté courtoise, le calme, l'aptitude à ignorer les insultes, à recentrer les affrontements qui partaient en vrille, à redonner l'apparence d'une confrontation digne et démocratique » du journaliste.
Depuis le 15 septembre 2016, il coanime avec Léa Salamé L'Émission politique à la place de Des paroles et des actes : les deux journalistes y reçoivent les principaux candidats aux primaires de la droite et du centre et de la Belle Alliance Populaire, puis à l'élection présidentielle de 2017, tels que Nicolas Sarkozy, François Fillon, Alain Juppé, Manuel Valls, Arnaud Montebourg, Benoît Hamon, Marine Le Pen, Jean-Luc Mélenchon ou encore Emmanuel Macron. Un format plus court, L'Entretien politique, est également diffusé à la suite du journal de 20 heures et reçoit les autres candidats, comme, entre autres, Nathalie Kosciusko-Morizet, Vincent Peillon, Nicolas Dupont-Aignan ou Nathalie Arthaud.
Le 17 novembre 2016, il anime le troisième débat de la primaire présidentielle des Républicains, opposant les sept candidats, organisé par France 2, Europe 1 et les partenaires de presse régionale. Le 24 novembre, il anime avec Alexandra Bensaid et Gilles Bouleau le débat d'entre-deux tours de cette même primaire diffusé sur France Inter, TF1 et France 2. Le 19 janvier 2017, il anime, avec Léa Salamé et Fabien Namias, le troisième débat de la primaire présidentielle de la Belle Alliance populaire, opposant les sept candidats, organisé par France 2, Europe 1 et les partenaires de presse quotidienne régionale. Le 25 janvier, il anime avec Alexandra Bensaid et Gilles Bouleau le débat d'entre-deux tours de cette même primaire diffusé sur France Inter, TF1 et France 2. Le 20 avril 2017, il anime avec Léa Salamé l'émission Présidentielle 2017, 15 minutes pour convaincre sur France 2 qui permet à tous les candidats de l'élection présidentielle de 2017 de présenter leur projet en quinze minutes face aux questions des deux journalistes. Enfin, il anime aux côtés de Laurent Delahousse, Léa Salamé et Marie-Sophie Lacarrau les soirées des premier et second tours de la présidentielle. Alors qu'il était celui qui révélait le nom des deux finalistes, puis du nouveau président, depuis l'élection de 2002, c'est finalement Laurent Delahousse qui est chargé de ces annonces lors de cette élection.

#### 2017: retour sur LCI
Le 21 août 2017, il annonce officiellement son arrivée sur la chaîne LCI pour 2 ans et présente à compter du lundi 28 août 24h Pujadas, l'info en questions chaque jour de la semaine entre 18 h et 20 h. Il en sera également le producteur via Particules Production, dont il est le fondateur.
Le 15 octobre 2017, il interviewe, aux côtés de Gilles Bouleau et Anne-Claire Coudray, le président de la République française Emmanuel Macron dans l'émission Le grand entretien : Emmanuel Macron diffusée sur TF1 et LCI.
Dans le cadre du débat entourant la réforme de la SNCF décidée par le gouvernement, l'observatoire des médias Acrimed reproche à David Pujadas de « piétiner le pluralisme » dans le choix des invités de l’émission et des questions des téléspectateurs, défendant en grande majorité la réforme.
Le 24 juin 2021, il anime une émission sur le thème n’en fait-on pas trop au sujet de la crise climatique .

## Affaire judiciaire

### 2010: accusation de diffamation par Dies Irae
En 2010, l'émission se concentre sur un groupuscule d'extrême droite catholique, « Dies Irae », qui porte plainte par la suite pour diffamation contre David Pujadas, le fondateur de l'agence Capa Hervé Chabalier, ainsi que deux autres journalistes. Ils seront tous relaxés en octobre 2014.

## Engagements
David Pujadas est membre du club Le Siècle.
Il cofonde en 1997 le club Averroes, dont le but est de promouvoir la diversité dans les médias et qui rassemble près de 350 professionnels des médias.
Parrain d'un programme d'aide à l'intégration à Sciences Po Paris d'élèves provenant de lycée de ZEP, David Pujadas anime en mai 2013 au lycée Joliot-Curie de Nanterre les conventions éducation prioritaire dont le but est d'inciter les élèves à « dépasser leurs limites ».

## Vie privée
David Pujadas est divorcé de sa première épouse, journaliste de presse écrite, avec qui il a eu deux filles, Esther et Adèle.
En couple depuis 2004, avec Ingrid, une hôtesse de l'air rencontrée lors d'un vol, ils ont un garçon, Adam, né en 2008,,, et une fille. Le couple se sépare en mai 2017.

## Interviews notables
Au cours de sa carrière au journal télévisé de 20 heures de France 2, David Pujadas, surnommé « l'interviewer de la République » par Le Figaro, a interviewé diverses personnalités internationales importantes, parmi lesquelles Bachar al-Assad, Angela Merkel, Barack Obama, Vladimir Poutine…
Il va également, pour le journal de France 2, recevoir en interview des artistes internationaux comme Lady Gaga.

## Apparition dans la culture populaire
Dans l'émission de Canal+ Les Guignols de l'info, sa marionnette apparaissait régulièrement dans le rôle de présentateur télé.

## Émissions en tant que présentateur
- 1989-1994 : présentateur du journal télévisé du matin et de la nuit (TF1)
- 1994-1996 : présentateur du journal télévisé (LCI)
- 1996-2000 : Le Grand Journal (LCI)
- 2000-2001 : 100 % politique (LCI)
- 2001-2017 : présentateur du Journal de 20 heures de France 2
- 2005-2006 : Le Contrat (LCP)
- 2006-2007 : Madame, Monsieur, bonsoir, co-présentée avec Hervé Chabalier (France 5)
- 2008-2010 : Les Infiltrés (France 2)
- 2011-2016 : Des paroles et des actes (France 2)
- 2012 : 2012 Le Débat, co-animé avec Laurence Ferrari (TF1/France 2)
- 2016 : Dialogues citoyens sur France 2 avec Léa Salamé
- 2016 : débats de la Primaire française de la droite et du centre de 2016 sur France 2
- 2017 : débat de la primaire présidentielle de la Belle Alliance populaire sur France 2 : présentateur avec Léa Salamé
- 2017 : 15 minutes pour convaincre sur France 2, présentateur avec Léa Salamé
- 2016-2017 : L'Émission politique, co-présentée avec Léa Salamé (France 2)
- Depuis 2017 : 24h Pujadas, l'info en questions (LCI)
- 2017 : interview du président de la République Emmanuel Macron (TF1)
- 2018 : La Grande Explication (LCI)
- 2019 : débats des élections européennes de 2019 (LCI)
- 2019-2021 et 2025 : La Grande Confrontation (LCI)
- 2022 : Mission convaincre (LCI), co-présentée avec Ruth Elkrief

## Publications
- La Tentation du Jihad : l'Islam radical en France, éditions Jean-Claude Lattès, 1er novembre 1995, 240 p. (ISBN 978-2-7096-1605-8)Ouvrage sur l'islam radical en France écrit en collaboration avec Ahmed Sellam.
- Vous subissez des pressions ?, Paris, éditions Flammarion, 28 janvier 2009, 283 p. (ISBN 978-2-08-121061-5)David Pujadas entend dévoiler les secrets du journal de 20 h et expliquer son indépendance en tant que journaliste ou encore sa marge de manœuvre par rapport au pouvoir[75].
- Agissons avant qu'il ne soit trop tard : Islam et République, Paris, Le Cherche midi, 14 février 2013, 118 p. (ISBN 978-2-7491-3055-2)Interview de Hassen Chalghoumi. Le livre est critiqué par le mouvement politique des Indigènes de la République qui lui impute la création d'un « islam imaginaire » fantasmé et manichéen[76].

## Filmographie

### Films
- 1982 : N'oublie pas ton père au vestiaire de Richard Balducci. David Pujadas apparaît pour un petit rôle dans une scène tournée dans une rue de Paris[77].
- 2003 : France Boutique de Tonie Marshall. David Pujadas apparaît dans le rôle d'un présentateur de télévision[78].
- 2010 : Les Vivants et les Morts, série télévisée de Gérard Mordillat. Lui-même présentant le journal de 20 heures[79].
- 2010 : Fin de concession, film documentaire de Pierre Carles où David Pujadas apparaît comme « star de l'info ».
- 2010 : Made in Jamel, où David Pujadas fait « l'interview de la chaussure de Bush » avec Jamel Debbouze.
- 2012 : Hénaut Président de Michel Muller dans lequel David Pujadas joue son propre rôle et interview un candidat à l'élection présidentielle[80].
- 2013 : Silences d'État, téléfilm de Frédéric Berthe. David Pujadas apparaît à plusieurs reprises dans son propre rôle.
- 2015 : Le Grand Partage, film de Alexandra Leclère. David Pujadas apparaît à deux reprises dans son propre rôle.
- 2015 : Borderline d'Olivier Marchal, téléfilm - dans son propre rôle (non référencé par l'IMDb).

### Série télévisée
- 2016 : Marseille. David Pujadas apparaît dans son propre rôle.

### Dessin animé
- 2014 : Silex and the City, série de Jul. David Pujadas apparaît dans son propre rôle dans l'épisode « L'Évolution du jasmin ».

## Distinctions
- En 1988, David Pujadas remporte le prix Jean d'Arcy.
- En 1998, il est récompensé de l'Ithème du « meilleur journal du câble et du satellite »[81].
- En 2007, il remporte le prix Roland-Dorgelès, dans la catégorie « Télévision », pour son « attachement à la qualité de la langue française »[82].
- En janvier 2013, il est élu « animateur de l'année 2012 » par le magazine GQ[83].
- En 2010, il apparait dans le film de Pierre Carles, Fin de concession, où il reçoit le titre de « Journaliste le plus servile de France » ainsi qu'une laisse en or[84].